# テ・デウム (ブルックナー)
テ・デウム（Te Deum ）ハ長調WAB.45は、アントン・ブルックナーが作曲した宗教合唱曲である。ブルックナーはこの曲を「全ては主の最大の誉れのために」作曲した。力強く荘厳な響きを持つ曲で、後期ロマン派の作曲家が書いた宗教曲の最高峰とも言われている。

## 作曲の経緯
現在知られている「テ・デウム」は、1883年から1884年にかけて作曲されたものである。時期的には、ワーグナーの死、および交響曲第7番の完成の直後である。途中の和声進行が第7交響曲のアダージョに非常に似ていて、様式的には典型的なこの時代の作曲者の作品である。
もっとも、レオポルト・ノヴァークによると、1881年にこの曲のスケッチを行っている。そのスケッチも残されている。ただしこの時点での作曲は未完成に終わっているとのことである。これは、時期的には交響曲第6番の作曲時期にあたる。
ブルックナーにとっては、1868年に作曲された「ミサ曲ヘ短調」以来の、大規模な宗教曲である。

### 出版
初版は1885年に出版された。これはフランツ・シャルクによる校訂が加わっている。
ノヴァークによる原典版は、1962年に出版された。このスコアには「テ・デウム 1884年版」と記している。
初版とノヴァーク版の相違は、細部に数カ所有る。また自筆稿には、当時の慣習に従ったと思われる、オルガンの省略可能指示（Unobligat）などが書き込まれていたが、ノヴァーク版はこれを（原典版スコアに）採用していない。

### 初演
- 1885年、ピアノ伴奏編曲により、ブルックナー自身の指揮で初演された。
- オリジナルの管弦楽編成では、1886年、ハンス・リヒター指揮で初演された。初演より好評を博した曲であり、ブルックナーの生前に30回演奏されたという記録がある。
- 日本初演は1935年1月26日ヨーゼフ・ラスカ指揮の宝塚交響楽団により。大阪朝日会館にて。

## 楽器編成
- 独唱 - ソプラノ、アルト、テノール、バス
- 混声合唱
- オーケストラ - フルート2、オーボエ2、クラリネット2、ファゴット2、ホルン4、トランペット3、トロンボーン3、チューバ、ティンパニ、オルガン、弦五部

## 演奏時間
約24分。

## 概要

### 第1曲
「神なる御身を我らはたたえ」（Te Deum laudamus）の歌詞ではじまる。アレグロ・モデラートの速度であり、さらにドイツ語で「力を持って荘厳に」と指定されている。全曲を支配する基本音型が提示された後、合唱が力強く歌いだす。

### 第2曲
「御身に願いまつります」（Te ergo quaesumus）の歌詞ではじまる。モデラート、ヘ短調の静かな曲である。合唱はここでは用いられない。

### 第3曲
第1曲と同様な指示がなされているが、ここではニ短調であり、和声法もいくらか大胆である。無伴奏のコラールによって結ばれる。

### 第4曲
「御身の民を救いたまえ」（Salvum fac populum tuum）の歌詞ではじまる。第2曲に良く似た雰囲気ではじまるが、それよりも大味である。途中から合唱も加わって力を増してゆく。

### 終曲
4人の独唱者の重唱から、交響曲第7番第2楽章の旋律に基づいたフーガへと発展してゆく。最後は第1曲との関連を見せ、勝利の凱歌となって力強く曲を締めくくる。

## 交響曲第9番との関連性
1894年、ウィーン大学の講義においてブルックナーは、交響曲第9番（当時第3楽章までほぼ完成）が未完成に終わった場合には自作の『テ・デウム』を演奏するように示唆したと伝えられる。
このことから、交響曲第9番や『テ・デウム』の特別な関係や、それぞれの曲のブルックナーの作品群の中での特別な位置づけを解釈する研究者もいるが、憶測の域を脱しないものが多い。
なお、『テ・デウム』を実際に第9番の終楽章として演奏することに関する、現在の研究者の見解等については、交響曲第9番の記事中にて説明する。